# Langer Berg (Thüringer Schiefergebirge)

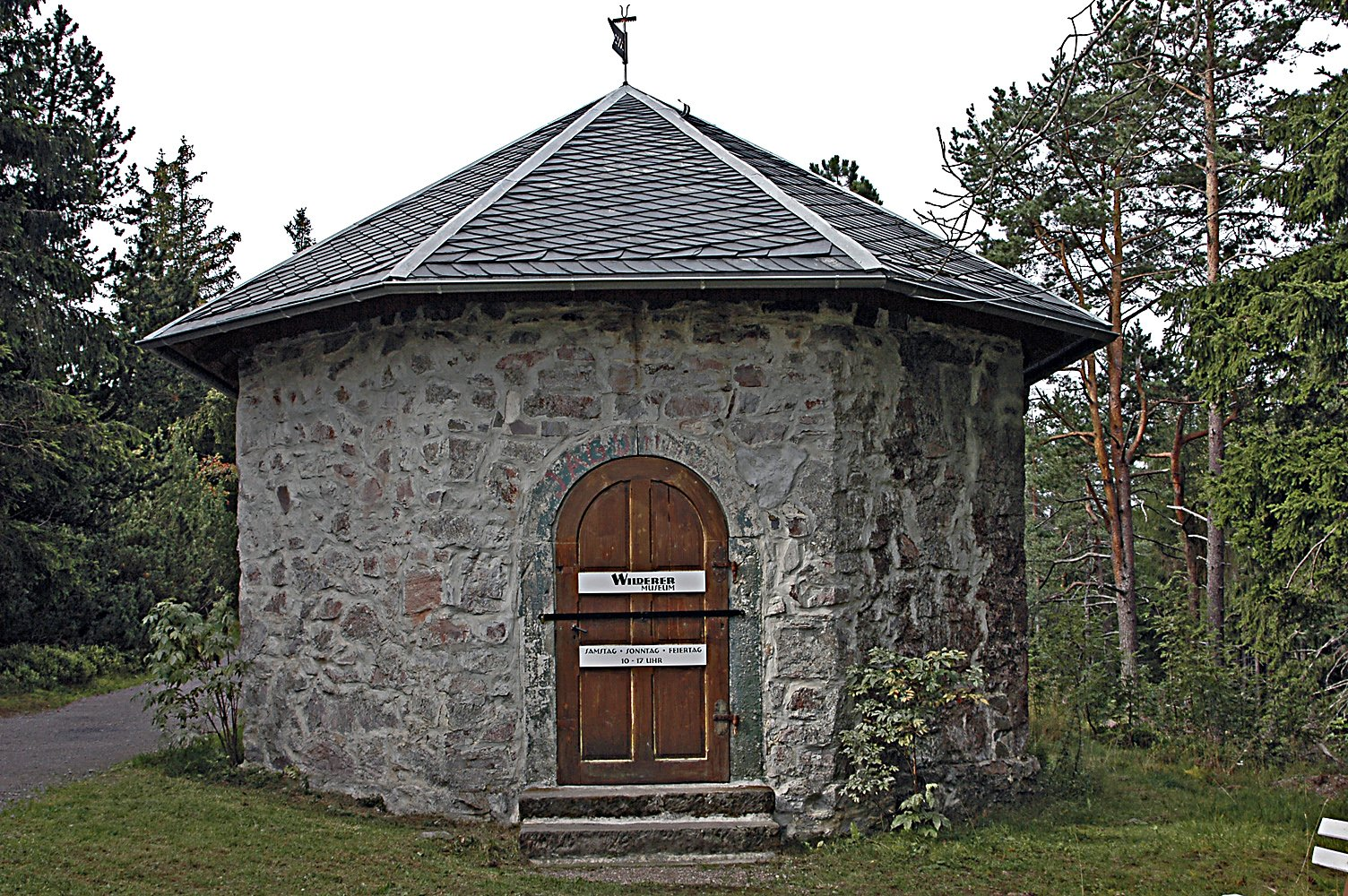
Ehemaliges Wilderer-Museum

Der Lange Berg (historisch bis ins 19. Jahrhundert auch Burzel genannt) ist ein 808,6 m ü. NHN hoher Berg im nördlichen Thüringer Schiefergebirge an der Nahtstelle zum Thüringer Wald, im Ilm-Kreis, Thüringen (Deutschland).

## Geographische Lage
Der Lange Berg erhebt sich südsüdöstlich von Gehren. Er ist 7 km lang und etwa 2 km breit. Nach ihm war die ehemalige Verwaltungsgemeinschaft Langer Berg, der die Orte rings um den Berg angehörten, benannt. Über den Berg verläuft die Wasserscheide zwischen Ilm im Westen und Schwarza im Osten. Westlich des Berges fließt die Wohlrose, östlich von ihm verläuft die Rinne.

## Fürst Karl Günther-Denkmal

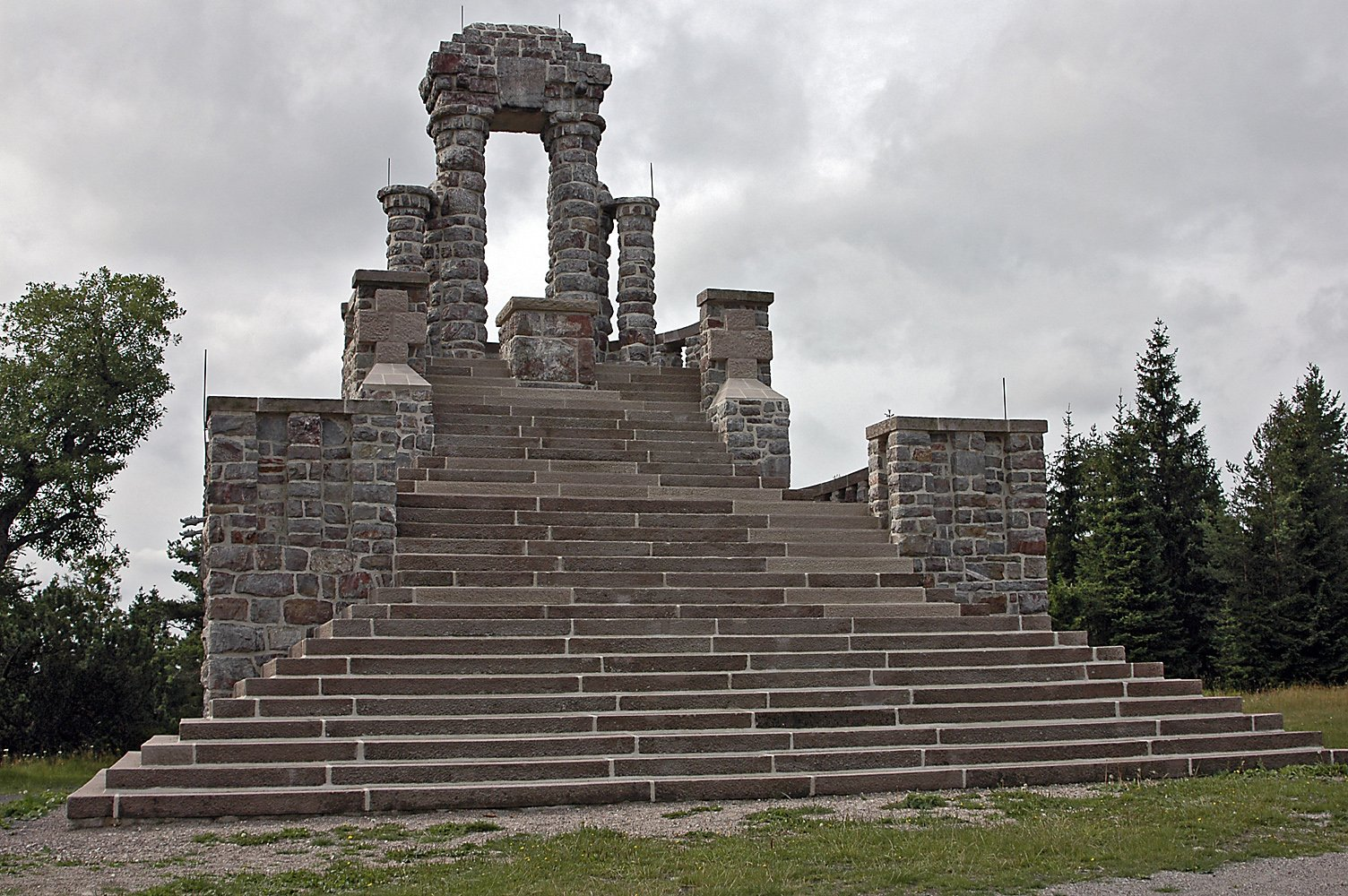
Fürst Karl Günther-Denkmal

Auf einer der höchsten Stellen des Berges steht das Fürst Karl Günther-Denkmal. Es wurde 1911 bis 1912 als „Thüringisches Landesdenkmal“ zu Ehren des letzten Fürsten Karl Günther von Schwarzburg-Sondershausen errichtet. Das Denkmal geht zurück auf eine Initiative der Fürstenwitwe Marie, die das 3 m hohe Standbild ihres Mannes, geschaffen nach einem Entwurf des Bildhauers Arno Zauche, stiftete. Der monumentale Unterbau wurde nach Plänen des Gothaer Architekten Richard Klepzig aus Natursteinen des Langen Berges erbaut. Das bronzene Standbild des Fürsten Karl-Günther zeigt den Landesvater als Jäger auf der Pirsch mit Hut und umgehängtem Gewehr.
Während des Zweiten Weltkrieges wurde die Bronzestatue unter dem nationalsozialistischen Regime 1942 demontiert und gelangte auf den Glockenfriedhof der Norddeutschen Affinierie, wo sie den Krieg schadlos überstand. Erst 1972 wurde das Standbild als eine der letzten Skulpturen aus der „Reichsmetallreserve“ eingeschmolzen.
Dem Förderverein Langer Berg e.V. ist es zu verdanken, dass das Denkmal nicht verfiel, sondern mit LEADER-Mitteln saniert werden konnte. Auf dem Denkmal steht seit August 2010 eine moderne Nachbildung des Fürsten aus angestrichenem Putz.

## Weitere Objekte
Des Weiteren befand sich von 2004 bis 2010 auf dem Langen Berg das Wilderermuseum, das sich der Wilderei widmete. Es handelt sich dabei um eine umgebaute Jagdhütte, welche als LEADER-Projekt mit Mitteln der Europäischen Union umgebaut wurde. Außerdem gab es bis 2010 auch eine Gaststätte im Fürst-Carl-Günther-Haus.